# Chiesa di Santa Maria Assunta (Marostica)
La chiesa arcipretale di Santa Maria Assunta è il principale e più antico luogo di culto di Marostica, in provincia e diocesi di Vicenza; fa parte del vicariato di Marostica.

## Storia

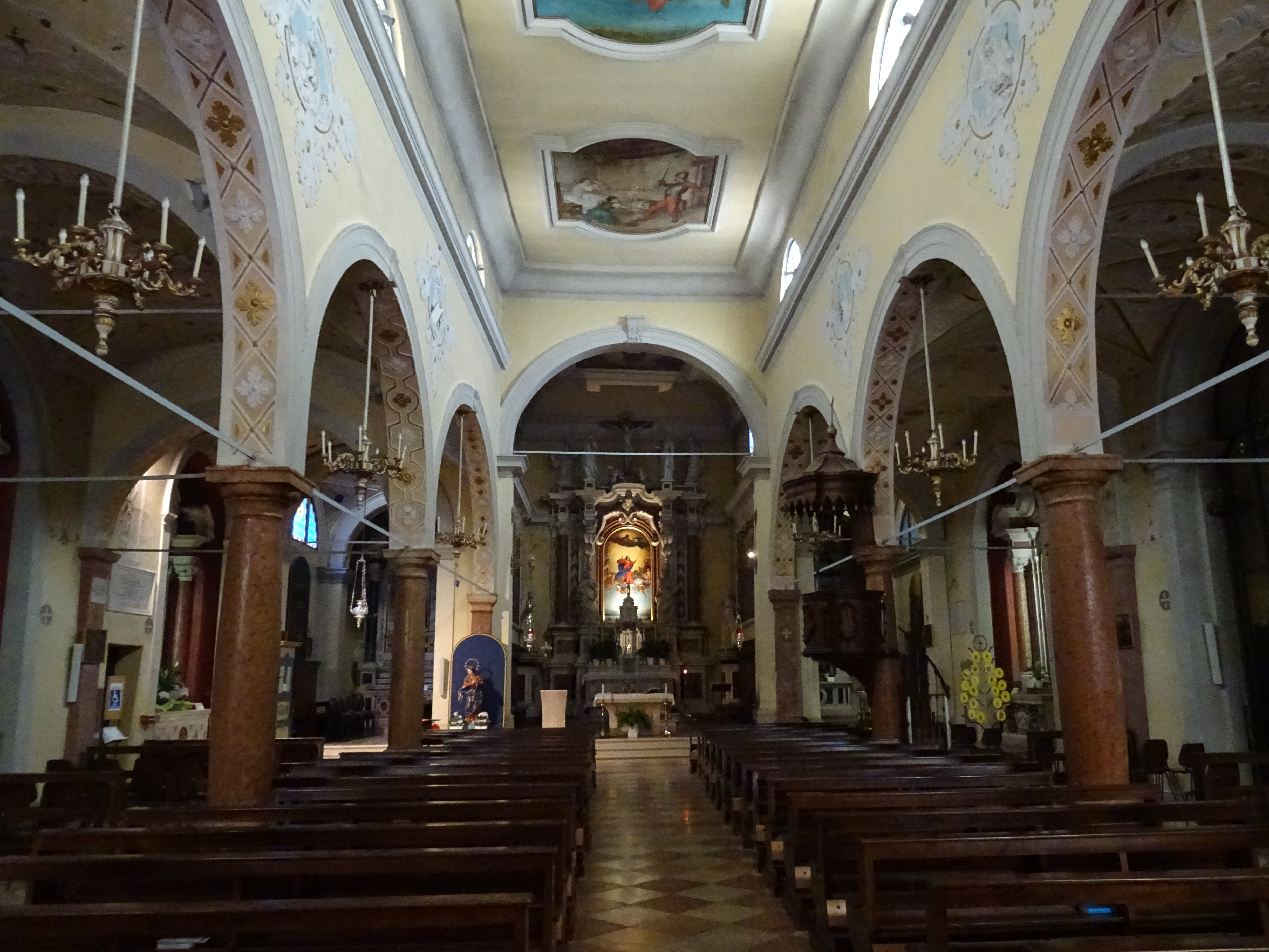
Interno

Risale, presumibilmente, all'VIII secolo, quando è la pieve battesimale di territorio e del primo nucleo urbano dell'odierna Marostica, Borgo Giara, posto ai piedi del monte Pauso, luogo abitato sin dalle età preromana e romana. Già a partire dal XIII secolo diviene chiesa arcipretale, a capo delle numerose chiese sparse nel territorio circostante.
Subisce un primo ampliamento documentato attorno al 1450, quindi successivamente è oggetto di un radicale intervento di riedificazione verso la fine del XVII secolo, venendo consacrata nel 1701. È allora che assume la configurazione attuale con tanto di maestosa facciata barocca.

## Descrizione

### Esterno
Imponente la facciata barocca, di ordine corinzio con colonne binate a sottolineare la navata principale. Interessanti le tre porte con formelle bronzee, risalenti al 1979-1985 dello scultore marosticano Gigi Carron raffiguranti la vita di Gesù Cristo.
L'alto campanile risale al 1711 e successivamente, nel 1727, fu arricchito da una pregevole meridiana ed un orologio di Bartolomeo Ferracina. Ospita 4 interessanti campane (3 in scala + richiamo) in Re3 (Re3, Mi3, Fa#3, Mib4) suddivise in 2 piani. Campanone e richiamo si trovano nella cella inferiore e le restanti 2 nella cella superiore. Furono tutte realizzate dalla ditta Colbachini di Bassano del Grappa (VI) nell'anno 1799 (tranne la seconda, rifusa nel 1922).

### Interno

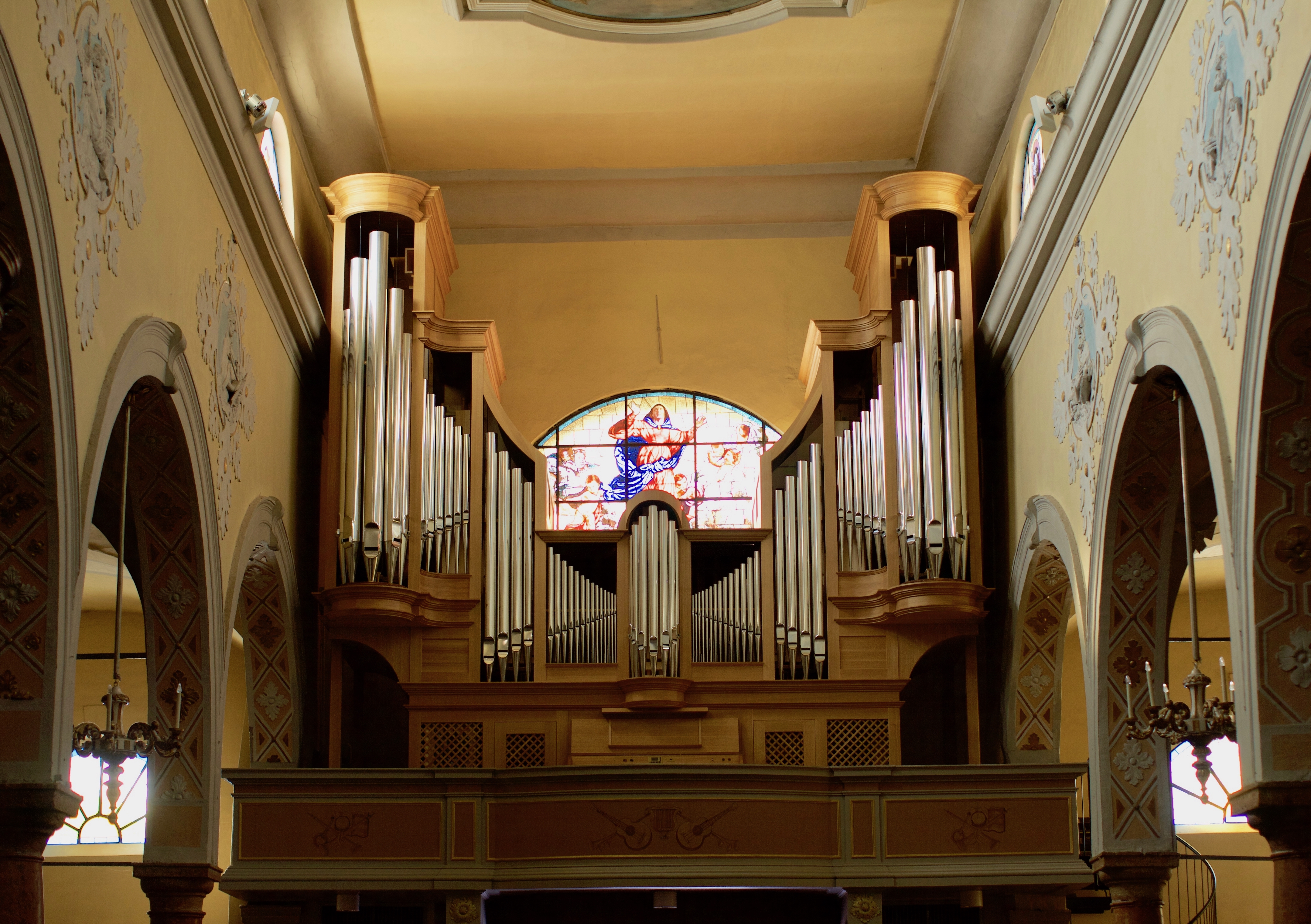
Organo di Andrea Zeni

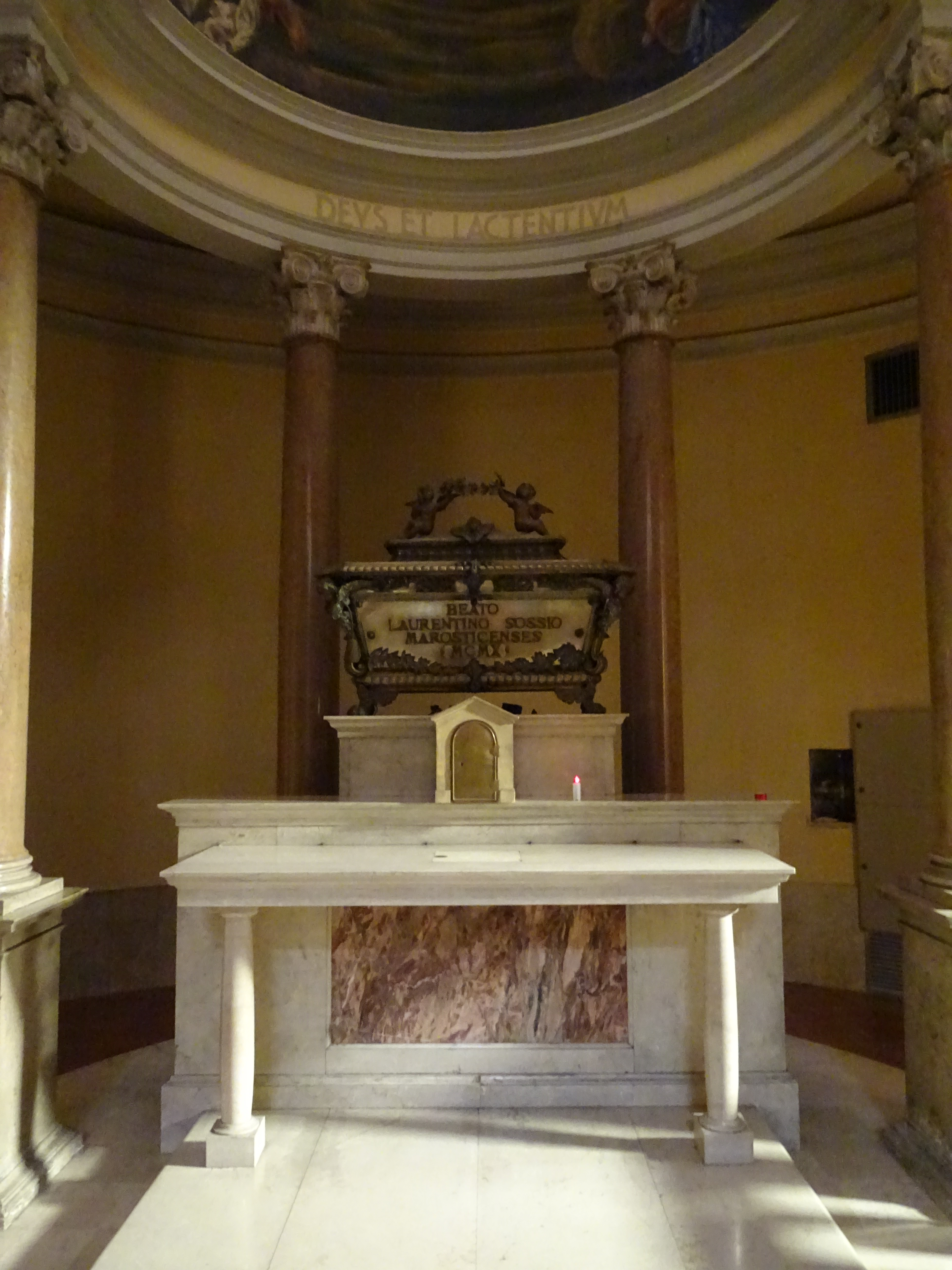
Altare con le reliquie di Lorenzino Sossio nella cappella laterale

L'impianto a tre navate si deve all'intervento di ricostruzione della seconda metà del VII secolo. Otto sono gli altari che la ornano. Il maggiore è in stile barocco, della scuola di Orazio Marinali, un tempo arricchito da un dipinto di Alessandro Maganza ma ora sostituito da una copia ottocentesca della celeberrima Assunta di Tiziano Vecellio del pittore Giuseppe Fortunato Centazzo. Nell'abside è anche presente un Sacrificio di Melchisedec, olio su tela del seicentesco Andrea Celesti.
Il soffitto presenta gli affreschi tardo ottocenteschi di Bartolomeo Dusi; sua anche la Trasfigurazione posta nella volta dell'abside.
Tra le altre opere, degne di menzione le tele Cristo nell'orto di Pietro Menegatti, il Battesimo di Cristo di Felice Cignaroli e il rilievo marmoreo della Madonna col Bambino, di scuola sansoviniana.

### Organo a canne
Sulla cantoria posta sopra la porta d'ingresso, si trova l'organo a canne Zeni opus 45, costruito nel 2013.
Lo strumento è a trasmissione meccanica servoassistita elettronicamente ed ha un totale di 33 registri. La sua consolle è a finestra e dispone di tre tastiere di 61 note ciascuna e pedaliera di 32 note. La cassa che racchiude il materiale fonico è stata progettata in maniera tale da non occultare il rosone e presenta una mostra composta da canne del registro principale con bocche a scudo in più campi.